# Braathens Aviation
Braathens Aviation är ett holdingbolag som äger bland annat Transwede, Malmö Aviation och Sverigeflyg. Företaget ägs av familjen Braathen via investmentbolaget Braganza, som tidigare ägde flygbolaget Braathens, innan det förlusttyngda bolaget såldes till SAS Group, och blev SAS Braathens.
Braathens Aviation sysslar som namnet säger med luftfart. De äger även ett IT-företag, som håller på med system för reseförsäljning och liknande.